# 圖里齊亞
圖里齊亞（烏克蘭語：Туриця）是位於烏克蘭西部外喀爾巴阡州裏烏日霍羅德區的村莊，面積23.26平方公里，海拔高度208米，2001年人口1,098，人口密度每平方公里472.1人。